# Oedopeza cryptica
Oedopeza cryptica es una especie de escarabajo longicornio del género Oedopeza, tribu Acanthocinini, subfamilia Lamiinae. Fue descrita científicamente por Monné en 1990.

## Descripción
Mide 9-17 milímetros de longitud.

## Distribución
Se distribuye por Bolivia, Brasil, Panamá, Perú y Venezuela.